# Жан-Мартен Шарко
Жан-Мартен Шарко (фр. Jean-Martin Charcot; Париз, 29. новембар 1825 — Lac des Settons, Nièvre., 16. август 1893) је био француски неуролог, који се сматра оснивачем и првим професором модерне неурологије. Његово име се повезује са најмање 15 медицинских епонима, од којих су најпознатији Шарко-Мари-Тутова болест (енгл. Charcot-Marie-Tooth disease) и Амиотрофична латерална склероза, у Америци познат као болест Лоу Геригова болест (енгл. Lou Gehrig’s disease).

## Епоними
Шаркоово име се повезује са најмање 15 медицинских епонима, од којих су најпознатији:
- Шаркоова артропатија,[3]
- Шаркоов синдром I
- Шаркоова тријада I
- Шаркоова тријада II
- Шаркоова зона
- Шарко-Бушарова анеуризма
- Шарко-Мари-Тутова болест
- Шарко-Вилбрандов синдром
- Ерб-Шаркоова парализа
- Лоу Геригова болест или Амиотрофична латерална склероза,[4]

## Живот и каријера
Утемељивач савремене неурологије Жан-Мартен Шарко рођен је у Паризу 29. новембра 1825, када неурологија још није била препозната као засебна медицинска специјалност. У 23. години живота Шарко је завршио медицину и одмах започео каријеру лекара у болници фр. Hospital de la Salpêtrière, где је шеф клинике (фр. Chef de Clinique) постао 1853. године.
На место професор патолошке анатомије Уневезитета у Паризу Жан-Мартен Шарко постављен је 1872. године. Дужност универзитетског професора обављао је све до своје смрти 16. августа 1893.

## Дело
Као полиглота, Жан-Мартен Шарко био је у могућности да се упозна са одговарајућом неуролошком и другом медицинском литературом, на француском, енглеском, италијанском и немачком језику, и тако стекне солидна знања из анатомије, физиологије и патологије нервног система, као и општа знања из геронтологије, болести зглобова, плућа итд.
Током своје универзитетске каријере, поред бројних неуролошких обољења Жан-Мартен Шарко разјашњавао је парадигму хистерије и хипнозе у свом тадашњем одређењу. Након што је 13. фебруара 1882. у Француској академији наука, приказао свој рад „О различитим нервним стањима узрокованих психозом код хистерика“ Жан-Мартен Шарко је добио научну легитимност за даља истраживања у овој области.
По својој професионалној едукацији и опредељењу патолог, Шарко је проучава повезаност између клиничких знакова и симптома, као и анатомије и патологије на дневној основи. Захваљујући свом изванредном памћењу и ликовним способностима, Шарко је нацртао бројне скице и цртеже, који ће чинити основ за илустрацију његових истраживања и бројних важних открића.
Као професор Жан-Мартен Шарко, је због његове изузетне елоквенције и ораторства, својим предавањима дао нову литерарну димензију због чега је био изузетно цењен међу студентима Универзитета у Паризу, који су масовно посећивали његова предавања. Жан-Мартен Шарко је био и неуморан радник, и на радном месту свакодневно је остајао до јутарњих сати.
Једино задовољство у коме је Шарко уживао била је музика. Уторком увече слушао је озбиљну музику, најчешће Лудвига ван Бетовена, који му је био омиљен композитор.
Његово дело после Шаркоове смрти наставили су његови студената, међу којима су били најзначајнији: Сигмунд Фројд, Чарлс Бабински, Алфред Бинет, Пјер Жанет, Gilles de la Tourette.
Описи и класификације бројних болести и стања са којима се Жан-Мартен Шарко бавио (међу којима има и оних које данас носе његово име), имају не само фактографски и медицински значај, већ и ликовни значај, због бројних скица, као и књижевни значај због начина излагања и презентације његових предавања.
Жан-Мартен Шаркоове књиге и многобројне белешке са предавања преведене су на многе језике и данас чине значајну основу за изучавање савремних неуролошких области. Историчари медицине га због бројних заслуга у области истраживачке медицине, сврставају у најужи круг кандидата за најутицајнијег лекара у историји медицине.